# Ногушинский сельсовет
Ногушинский сельсовет — муниципальное образование в Белокатайском районе Башкортостана.

## История
В 1981 году из сельсовета была исключена вымершая деревня Верхнекарабатово.
Согласно «Закону о границах, статусе и административных центрах муниципальных образований в Республике Башкортостан» имеет статус сельского поселения.

## Состав сельского поселения
| № | Населённый пункт | Тип населённого пункта       | Население |
| - | ---------------- | ---------------------------- | --------- |
| 1 | Ногуши           | село, административный центр | ↗571      |

В 1981 году упразднена деревня Верхнекарабатово

## Население
| 2002 | 2009 | 2010 | 2012 | 2013 | 2014 | 2015 |
| ---- | ---- | ---- | ---- | ---- | ---- | ---- |
| 854  | ↘736 | ↘628 | ↘615 | ↘599 | ↘591 | ↘556 |
| 2016 | 2017 |      |      |      |      |      |
| ↗559 | ↗571 |      |      |      |      |      |